# Anastasía Davru
Anastasía Davru –en griego, Αναστασία Δαύρου– es una deportista griega que compitió en vela en la clase Mistral. Ganó una medalla de oro en el Campeonato Europeo de Mistral de 2006.

## Palmarés internacional
| \| Campeonato Europeo \| Campeonato Europeo \| Campeonato Europeo \| Campeonato Europeo \| \| Año \| Lugar \| Medalla \| Clase \| \| ------------------ \| ------------------ \| ------------------ \| ------------------ \| \| 2006 \| Palermo (Italia) \| Medalla de oro \| Mistral \| |                  |                |         |
| Campeonato Europeo |                  |                |         |
| Año | Lugar            | Medalla        | Clase   |
| 2006 | Palermo (Italia) | Medalla de oro | Mistral |